# Carola Kuhn
Carola Kuhn (* 24. November 1999) ist eine Schweizer Unihockeyspielerin. Sie steht beim Nationalliga-A-Vertreter Red Ants Rychenberg Winterthur unter Vertrag.

## Karriere
Kuhn begann ihre Karriere bei den Red Lions Frauenfeld. 2015 wurde sie in das Kader der ersten Mannschaft aufgenommen. Bereits in ihrer ersten Saison konnte sie mit den Red Lions den Aufstieg in die höchste Spielklasse feiern.
2019 wechselte sie zu den Red Ants Winterthur.